# مل‌خرک شمالی
ملخرک شمالی روستایی از توابع بخش مرکزی شهرستان دیر استان بوشهر در جنوب ایران.

## جمعیت
این روستا در دهستان حومه دیر قرار دارد و بر اساس سرشماری سال ۱۳۸۵ جمعیت آن (۱۰ خانوار) ۵۰ نفر است.